# ドリー (羊)
ドリー（Dolly、1996年7月5日 - 2003年2月14日）は、世界初の哺乳類の体細胞クローンである雌羊。スコットランドのロスリン研究所で生まれ育ち、6歳で死亡。ドリーの誕生は1997年2月22日に発表された。
ドリーという名前は飼育係が、乳腺細胞由来にちなんで、ドリー・パートンを称えて提案したものである。ドリーは体細胞の核を除核した胚細胞に移植する技術によって誕生した。ドリーは1996年に6歳の雌羊の細胞からクローンされ、今日まで続く議論の的となっている。
2003年5月9日、ドリーの剥製がエディンバラのスコットランド博物館へ陳列された。

## クローン羊の作り方
1. 羊(A)の乳腺から乳腺細胞を取り出し、通常の血清濃度の1/20で培養する。このことによって細胞の全能性が復活する。
2. 雌羊(B)の子宮から未受精卵を取り出し、核を除去する。
3. 未受精卵に、先ほど処理した乳腺細胞を1つだけ挿入し、電気刺激をかけ細胞融合させる。
4. 融合した細胞を代理母の雌羊(C)の子宮に移植する。

ドリーは上記の手順を持って誕生した。

## 議論
1999年に『ネイチャー』誌に、ドリーは細胞内の染色体にあるテロメアが短くなっているので、生まれつき老化しているという研究が発表された。遺伝情報の元が6歳のヒツジであり、したがって、ドリーは誕生時に遺伝子が既に6歳であったと推測された。しかしながら、ジョン・トーマスは殆どのクローン動物が実際は通常の長さのテロメアを持ち、連続でクローンをする度にテロメアは実際には長くなっていく事を指摘した。
この徴候は2002年1月、ドリーが5歳の時に報告された。異常な若さで関節炎を発症し衰弱していったのである。これは生まれつきの老化によって説明が可能であるが、リバプール大学獣医学部のダイ・グローヴ=ホワイトは「関節炎はクローンのせいと言えるし、せいではないとも言える。我々の知る限りでは、ドリーはゲートを飛び越えた時に足をけがし、関節炎を悪化させた。」と述べた。
この関節炎により、この形式のクローンは哺乳類に適していないのではと心配され、現状ではヒトのクローンを作る実験は未熟で倫理的でないということが、専門家のみでなく全体の合意を得ている。
この方法でのクローンの支持者達は、この技術は改良すればいいだけであると反論する。しかしながら、応用発生学の初歩の理解が非常に限られており、多くの遺伝子の活性のコントロールを科学者は出来ない、すべきでないとする主張がなされた。多くの専門家でない者は、このためにあらゆる形のクローン産生が倫理的に間違っており禁止すべきであると規定し始めた。

## 死
2003年2月14日に、ドリーが進行性の肺疾患を起こしていた事が公表され、ドリーは安楽死させられた。検死の結果、死因はヒツジによくある病気のヒツジ肺腺腫であることが確認された。農場の他のヒツジも、同様の病気にかかっていたため、これはドリーがクローンである事と関連していない、とロスリン研究所の科学者達は述べた。

## 遺産
ドリーでの成功の後、ウマやウシといった大型哺乳動物のクローンが多く誕生していった。医療の進歩を約束するが危険も伴うクローン技術が、SFの世界のものではなく、現実となったのである。クローンは絶滅の危機に瀕した動物を保護したり、犬や猫などのペットの命を取り戻すための手段と期待されている。
また、マンモスなどの先史時代の動物を復活させる計画も、少しずつながら研究が進んでいる。
ヒトの場合、反対は続いているが、クローンが体外受精、代理母、養子そして従来の繁殖方法に加えて、新たに妥当な繁殖手段に加えられる可能性はある。議論の的となっている子供の遺伝子操作であるが、これを行う事が受け入れられる場合が、条件付きで考えられる。その一つは遺伝性疾患のリスクを取り除くため、二つ目が家族との幹細胞移植の互換性を確実にするため、そして寿命を延ばしたり、免疫を強化したり、知能を高めたりするために子供の遺伝子を改良する事もありえる。身体能力や知能を向上させるといった、遺伝学的形質向上は、『世界保健機構（WHO）による遺伝医療に関するガイドライン』において遺伝医学上、生命倫理上「行われてはならない」ものとして否定されている。

## 影響を与えた事柄
- ジャミロクワイの楽曲「ヴァーチャル・インサニティ」

ドリーは1996年7月に誕生していたがその誕生はしばらく秘密にされており、1997年初旬になって後出しで発表され、非常に大きな議論を巻き起こした。この楽曲はドリー誕生と同じ時期にイギリスで作詞作曲され、未来技術と倫理への疑問を呈した歌詞であったため「予言的」と評された。ドリー関連の影響と評判は作詞作曲したジャミロクワイのリーダージェイ・ケイの耳にも入っていた。ドリーを扱う(皮肉る)番組で曲がかけられるなどした。曲の収録は1996年6月10日には終了していたため、正確には曲が誕生した方が先であった(詳細はヴァーチャル・インサニティ参照)。